# Emesis eurydice
Emesis eurydice is een vlindersoort uit de familie van de prachtvlinders (Riodinidae), onderfamilie Riodininae.
Emesis eurydice werd in 1903 beschreven door Godman.